# Definitnost
Definitnost je pojem z lineární algebry. Popisuje, jaké znaménko mohou nabývat reálné kvadratické formy určené symetrickými maticemi, a obecněji i komplexní seskvilineární formy určené hermitovskými maticemi.
Definitnost matice se v geometrii používá k charakterizaci kuželoseček a kvadrik. Pozitivně definitní matice souvisejí se skalárním součinem a mají řadu aplikací mimo lineární algebru, například v matematické analýze k určování extrémů funkcí více proměnných, v semidefinitním programování a ve fyzice.
| Pozitivně definitní matice | Indefinitní matice |
| --- | --- |
| {\displaystyle {\begin{pmatrix}{\frac {1}{4}}&0\\0&1\\\end{pmatrix}}}                                                               | {\displaystyle {\begin{pmatrix}{\frac {1}{4}}&0\\0&-{\frac {1}{4}}\end{pmatrix}}}                                                                 |
| Příslušná kvadratická forma {\displaystyle Q} na {\displaystyle \mathbb {R} ^{2}}: {\displaystyle Q(x,y)={\frac {1}{4}}x^{2}+y^{2}} | Příslušná kvadratická forma {\displaystyle Q} na {\displaystyle \mathbb {R} ^{2}}: {\displaystyle Q(x,y)={\frac {1}{4}}x^{2}-{\frac {1}{4}}y^{2}} |
| Body splňující {\displaystyle Q(x,y)=1} (Elipsa).                                                                                   | Body splňující {\displaystyle Q(x,y)=1} (Hyperbola).                                                                                              |

## Definice

### Pro komplexní matice
Pokud pro hermitovskou komplexní matici {\displaystyle {\boldsymbol {A}}\in \mathbb {C} ^{n\times n}}a každý nenulový komplexní vektor {\displaystyle {\boldsymbol {x}}\in \mathbb {C} ^{n}\setminus \mathbf {0} } platí:
| {\displaystyle {\boldsymbol {x}}^{\mathrm {H} }{\boldsymbol {Ax}}>0},     | potom se {\displaystyle {\boldsymbol {A}}} nazývá pozitivně definitní,     |
| {\displaystyle {\boldsymbol {x}}^{\mathrm {H} }{\boldsymbol {Ax}}\geq 0}, | potom se {\displaystyle {\boldsymbol {A}}} nazývá pozitivně semidefinitní, |
| {\displaystyle {\boldsymbol {x}}^{\mathrm {H} }{\boldsymbol {Ax}}<0},     | potom se {\displaystyle {\boldsymbol {A}}} nazývá negativně definitní,     |
| {\displaystyle {\boldsymbol {x}}^{\mathrm {H} }{\boldsymbol {Ax}}\leq 0}, | potom se {\displaystyle {\boldsymbol {A}}} nazývá negativně semidefinitní, |
| v ostatních případech                                                     | se {\displaystyle {\boldsymbol {A}}} nazývá indefinitní.                   |

### Pro reálné matice
Reálné hermitovské matice jsou symetrické a hermitovská transpozice splývá s obvyklou transpozicí. Předchozí definice se pro reálné matice zužuje následovně.
Pokud pro symetrickou reálnou matici {\displaystyle {\boldsymbol {A}}\in \mathbb {R} ^{n\times n}}a každý nenulový reálný vektor {\displaystyle {\boldsymbol {x}}\in \mathbb {R} ^{n}\setminus \mathbf {0} } platí:
| {\displaystyle {\boldsymbol {x}}^{\mathrm {T} }{\boldsymbol {Ax}}>0},     | potom se {\displaystyle {\boldsymbol {A}}} nazývá pozitivně definitní,     |
| {\displaystyle {\boldsymbol {x}}^{\mathrm {T} }{\boldsymbol {Ax}}\geq 0}, | potom se {\displaystyle {\boldsymbol {A}}} nazývá pozitivně semidefinitní, |
| {\displaystyle {\boldsymbol {x}}^{\mathrm {T} }{\boldsymbol {Ax}}<0},     | potom se {\displaystyle {\boldsymbol {A}}} nazývá negativně definitní,     |
| {\displaystyle {\boldsymbol {x}}^{\mathrm {T} }{\boldsymbol {Ax}}\leq 0}, | potom se {\displaystyle {\boldsymbol {A}}} nazývá negativně semidefinitní, |
| v ostatních případech                                                     | se {\displaystyle {\boldsymbol {A}}} nazývá indefinitní.                   |

### Pro bilineární a kvadratické formy
Nechť {\displaystyle V} je vektorový prostor nad komplexními (nebo reálnými) čísly.
Pokud pro Hermitovskou seskvilineární formu {\displaystyle \langle {\cdot },{\cdot }\rangle \colon V\times V\to \mathbb {C} }  (resp. symetrickou bilineární formu {\displaystyle \langle {\cdot },{\cdot }\rangle \colon V\times V\to \mathbb {R} }) a libovolný nenulový vektor  {\displaystyle {\boldsymbol {v}}\in V\setminus \mathbf {0} } platí:
| {\displaystyle \langle {\boldsymbol {v}},{\boldsymbol {v}}\rangle >0},     | potom se forma nazývá pozitivně definitní,      |
| {\displaystyle \langle {\boldsymbol {v}},{\boldsymbol {v}}\rangle \geq 0}, | potom se forma nazývá pozitivně semi definitní, |
| {\displaystyle \langle {\boldsymbol {v}},{\boldsymbol {v}}\rangle <0},     | potom se forma nazývá negativně definitní,      |
| {\displaystyle \langle {\boldsymbol {v}},{\boldsymbol {v}}\rangle \leq 0}, | potom se forma nazývá negativně semidefinitní,  |
| v ostatních případech                                                      | se forma nazývá indefinitní.                    |

V případě, že prostor {\displaystyle V} má konečnou dimenzi, lze formu reprezentovat vůči libovolné bázi maticí. Bez ohledu na volbu báze se definitnost formy se shoduje s definitností matice.
Definitnost kvadratické formy se odvozuje od definitnosti příslušné symetrické matice.

## Vlastní čísla
Každá hermitovská matice má všechna vlastní čísla reálná, neboť díky spektrální větě je podobná reálné diagonální matici s vlastními čísly na diagonále. Definitnost matice je určena znaménky vlastních čísel. Hermitovská matice je:
- pozitivně definitní, právě když má všechna vlastní čísla kladná.
- pozitivně semidefinitní, právě když má všechna vlastní čísla nezáporná.
- negativně definitní, právě když má všechna vlastní čísla záporná.
- negativně semidefinitní, právě když má všechna vlastní čísla nekladná.
- indefinitní, právě když má kladná i záporná vlastní čísla.

## Vlastnosti
Řada vlastností platí pro více typů definitnosti, proto je formulujeme jen jednou a odpovídající části jsou odlišeny lomítky.

### Násobek
Pokud je matice {\displaystyle {\boldsymbol {A}}} pozitivně/negativně definitní a {\displaystyle r} je kladné reálné číslo, potom matice  {\displaystyle r{\boldsymbol {A}}}  je pozitivně/negativně definitní.
Pro semidefinitní matice obou typů stačí, aby {\displaystyle r} bylo nezáporné.

### Součet
Pokud jsou matice {\displaystyle {\boldsymbol {A}}} a {\displaystyle {\boldsymbol {B}}} pozitivně/negativně definitní/semidefinitní, potom jejich součet {\displaystyle {\boldsymbol {A}}+{\boldsymbol {B}}}  je pozitivně/negativně definitní/semidefinitní.

### Konvexita
Pokud jsou matice {\displaystyle {\boldsymbol {A}}} a {\displaystyle {\boldsymbol {B}}} pozitivně/negativně definitní/semidefinitní a {\displaystyle \alpha } je reálné číslo z intervalu {\displaystyle \langle 0,1\rangle }, potom jejich konvexní kombinace {\displaystyle \alpha {\boldsymbol {A}}+(1-\alpha ){\boldsymbol {B}}}  je pozitivně/negativně definitní/semidefinitní. Platí i pro konvexní kombinace více matic.

### Inverze
Pokud je matice {\displaystyle {\boldsymbol {A}}} pozitivně/negativně definitní, potom matice k ní inverzní {\displaystyle {\boldsymbol {A}}^{-1}}  je pozitivně/negativně definitní.

### Součiny
- Maticový součin {\displaystyle {\boldsymbol {AB}}} pozitivně definitních matic {\displaystyle {\boldsymbol {A}}} a {\displaystyle {\boldsymbol {B}}} stejného řádu nemusí být pozitivně definitní.
- Pokud ale součin komutuje, čili {\displaystyle {\boldsymbol {AB}}={\boldsymbol {BA}}} a {\displaystyle {\boldsymbol {A}}} i {\displaystyle {\boldsymbol {B}}} jsou pozitivně definitní, pak {\displaystyle {\boldsymbol {AB}}} je pozitivně definitní.
- Hadamardův součin {\displaystyle {\boldsymbol {A}}\circ {\boldsymbol {B}}} pozitivně definitních matic {\displaystyle {\boldsymbol {A}}} a {\displaystyle {\boldsymbol {B}}} je pozitivně definitní.
- Kroneckerův součin {\displaystyle {\boldsymbol {A}}\otimes {\boldsymbol {B}}} pozitivně definitních matic {\displaystyle {\boldsymbol {A}}} a {\displaystyle {\boldsymbol {B}}} je pozitivně definitní.
- Frobeniův skalární součin {\displaystyle \langle {\boldsymbol {A}},{\boldsymbol {B}}\rangle _{\mathrm {F} }} pozitivně definitních matic {\displaystyle {\boldsymbol {A}}} a {\displaystyle {\boldsymbol {B}}} je kladné číslo.

## Pozitivně definitní matice

### Charakterizace
Nechť {\displaystyle {\boldsymbol {A}}} je reálná symetrická (resp. komplexní hermitovská) matice. Pak následujících deset tvrzení je ekvivalentních:
- Matice {\displaystyle {\boldsymbol {A}}} je pozitivně definitní.

- Všechna vlastní čísla matice {\displaystyle {\boldsymbol {A}}} jsou kladná.

- Všechna vlastní čísla všech hlavních podmatic jsou kladná.

- Hlavní minory určené prvními {\displaystyle k} řádky pro {\displaystyle k\in \{1,\ldots ,n\}} jsou kladné, neboli {\displaystyle \det {\boldsymbol {A}}_{k}>0} , kde

{\displaystyle {\boldsymbol {A}}_{1}=a_{11},\quad {\boldsymbol {A}}_{2}={\begin{pmatrix}a_{11}&a_{12}\\a_{21}&a_{22}\end{pmatrix}},\quad {\boldsymbol {A}}_{3}={\begin{pmatrix}a_{11}&a_{12}&a_{13}\\a_{21}&a_{22}&a_{23}\\a_{31}&a_{32}&a_{33}\end{pmatrix}},\quad \ldots }
tzv. Jacobiho podmínka, či Sylvestrovo kritérium.
- Všechny hlavní minory matice {\displaystyle {\boldsymbol {A}}} jsou kladné.

- Součty všech hlavních minorů {\displaystyle k}-tého stupně jsou  kladné pro {\displaystyle k\in \{1,\ldots ,n\}}.

- Existuje dolní trojúhelníková matice {\displaystyle {\boldsymbol {L}}} tak, že {\displaystyle {\boldsymbol {A}}={\boldsymbol {L}}{\boldsymbol {L}}^{\mathrm {T} }} (resp. {\displaystyle {\boldsymbol {A}}={\boldsymbol {L}}{\boldsymbol {L}}^{\mathrm {H} }} pro komplexní případ); viz Choleského rozklad.

- Existuje regulární matice {\displaystyle {\boldsymbol {B}}} tak, že {\displaystyle {\boldsymbol {A}}={\boldsymbol {B}}{\boldsymbol {B}}^{\mathrm {T} }} (resp. {\displaystyle {\boldsymbol {A}}={\boldsymbol {B}}{\boldsymbol {B}}^{\mathrm {H} }} pro komplexní případ).

- Existují ortogonální (resp. unitární) matice {\displaystyle {\boldsymbol {U}}} a diagonální matice {\displaystyle {\boldsymbol {D}}} s kladnými prvky na diagonále takové, že {\displaystyle {\boldsymbol {A}}={\boldsymbol {U}}{\boldsymbol {D}}{\boldsymbol {U}}^{\mathrm {T} }} (resp. {\displaystyle {\boldsymbol {A}}={\boldsymbol {U}}{\boldsymbol {D}}{\boldsymbol {U}}^{\mathrm {H} }} pro komplexní případ); viz Jordanův normální tvar a Schurův rozklad.

- Existuje symetrická (resp. hermitovská) regulární matice {\displaystyle {\boldsymbol {F}}} taková, že {\displaystyle {\boldsymbol {A}}={\boldsymbol {F}}{\boldsymbol {F}}={\boldsymbol {F}}^{2}}. Obvykle se značí {\displaystyle {\boldsymbol {F}}={\sqrt {\boldsymbol {A}}}={\boldsymbol {A}}^{1/2}}; viz maticové funkce. Matici {\displaystyle {\boldsymbol {F}}} lze získat například z výše uvedeného rozkladu {\displaystyle {\boldsymbol {A}}={\boldsymbol {U}}{\boldsymbol {D}}{\boldsymbol {U}}^{\mathrm {T} }} jako {\displaystyle {\boldsymbol {F}}={\boldsymbol {U}}{\boldsymbol {D}}^{1/2}{\boldsymbol {U}}^{\mathrm {T} }} (resp. s hermitovskou transpozicí pro komplexní matice), přičemž prvky diagonální matice {\displaystyle {\boldsymbol {D}}^{1/2}} jsou dány výrazem {\displaystyle ({\boldsymbol {D}}^{1/2})_{ii}={\sqrt {d_{ii}}}}.

Důkaz ekvivalence viz např. 
Věta dává k dispozici mnoho způsobů jak testovat pozitivní definitnost. V základním kurzu lineární algebry, při práci s malými maticemi ({\displaystyle n=1,2,3}) se lze setkat s klasickou Jacobiho podmínkou (Sylvestrovým kritériem).  Postupy založené na výpočtu determinantů (minorů) nebo vlastních čísel matice (podmatic) nejsou použitelné v praxi ({\displaystyle n=10^{6},10^{9},\ldots }). Jediný prakticky upotřebitelný postup je Choleského rozklad.

### Praktické určení pozitivní definitnosti
Ve výpočetní praxi je často potřeba určit, zda je reálná symetrická matice pozitivně definitní, efektivním, zejména numericky stabilním a časově nenáročným způsobem. Jako nejvhodnější nástroj se pro tento účel jeví Choleského rozklad (výpočet má asymptotickou složitost {\displaystyle n^{3}} a algoritmus je numericky stabilní). Pokud matice není pozitivně definitní, pak dojde v průběhu výpočtu k dělení nulou nebo odmocnění záporného čísla. Pokud matice je pozitivně definitní, tyto situace ve výpočtu Choleského rozkladu nenastanou.
Choleského rozklad lze určit i pro komplexní hermitovskou pozitivně definitní matic. Při výpočtu je třeba použít aritmetiku komplexních čísel, a proto je nezbytné hlídat, zdali při výpočtu nedochází k odmocnění záporného čísla. Pokus o výpočet takové odmocniny v komplexní aritmetice obecně neskončí chybovým hlášením programu, ale pokud taková situace nastane, znamená to, že daná matice není pozitivně definitní.